# لینکلن کازمپلیتن
لینکلن کازمپلیتن (انگلیسی: Lincoln Cosmopolitan) یک ماشین لوکس با اندازه کامل است که از سال ۱۹۴۹ تا سال ۱۹۵۴ توسط شرکت لینکلن موتور فروخته شد.